# Albert Cossery
Albert Cossery (Cairo, 3 de novembro de 1913 — Paris, 22 de junho de 2008) foi um escritor egípcio em língua francesa. Considerado um mestre do escárnio, Albert foi também um profeta do prazer e da preguiça. Desde 1951 habitava o mesmo quarto do hotel La Louisiane situado no coração de Saint-Germain-des-Prés em Paris. Foi amigo de escritores como Boris Vian, Jean Genet, Henry Miller e Albert Camus, sendo admirado por todos eles.
Em quase sessenta anos de carreira literária, publicou oito livros ao ritmo de uma frase por dia, quase todos ambientados no Egito. Publicado no mundo inteiro, curiosamente nunca havia sido editado no Brasil até 2004, quando As Cores da Infâmia — seu último trabalho, ganhador do Prêmio Mediterrâneo em 2000, atribuído por um júri que inclui alguns dos mais importantes escritores franceses — foi lançado no país.

## Biografia
Albert Cossery nasceu no Cairo, em 3 Novembro de 1913, em uma família modesta de tradição cristã copta. O pai proprietário de terras, nunca acumulou nenhum tipo de riqueza material, influenciando assim os filhos a desenvolverem uma rejeição ao trabalho e ao acumulo de bens. Sua mãe analfabeta costumava levá-lo as sessões de cinema para que ele lesse para ela as legendas dos filmes. Estudou em escolas francesas do Cairo, o amor a literatura teve a influências dos irmãos que eram leitores de Nietzsche, Baudelaire e Dostoiéviski, assim, aos dez anos de idade já tinha feito sua grande escolha, ser escritor. Começa a escrever aos dezoito anos e adota para sua literatura o idioma francês. 
Ficou conhecido como o "Voltaire do Nilo", por sua visão irônica e cética do mundo. Ao longo da vida escreveu oito livros, o que gerou o folclore de que o escritor escrevia uma linha por semana. Escritor com muito humor e grande visão crítica do mundo. Sempre rejeitou o culto ao consumo a ambição desenfreada. Ganhador de muitos prêmios alcançou o respeito e a admiração internacional por fazer de sua literatura a mais fiel tradução de seu modo de vida. A obra de Cossery é permeada por suas recordações do Egito, de onde nunca saiu em seu íntimo, de suas memórias e da cultura árabe. As primeiras histórias publicadas primeiramente em revistas deram origem ao romance "Os Homens Esquecidos de Deus". 
Abandona o primeiro sucesso literário e busca emprego em um navio da Marinha Mercante, na linha Porto –Said- Nova York, sendo que este foi seu único emprego durante toda sua vida. Depois de algumas viagens, em 1945, muda-se para Paris, e vai viver em um quarto de hotel, onde tinha a intenção de dar continuidade aos estudos, o que não aconteceu passando a dedicar-se a boêmia e a literatura. Logo que chegou a França fez grandes amigos, entre eles, Albert Camus, Jean Genet, Giacometti, Juliette Greco e Roger Nimier.
Em 1990 recebe da Academia Francesa o Grande Prêmio de Francofonia, aos setenta e sete anos. Com o livro "As Cores da Infâmia", recebeu o Prêmio Mediterrâneo em 2000. Morreu aos 94 anos em 22 de junho de 2008 no mesmo quarto de hotel no bairro boêmio de Saint Germain-des-Prés, em Paris, na França onde vivia desde 1945.

## Citações
- "Nunca desejei ter um belo carro ou qualquer outra coisa a não ser eu mesmo. Posso ir para a rua com as mãos nos bolsos e sinto-me um príncipe."  —  Albert Cossery
- "Não fazer nada é uma atividade interior; não é preguiça, é reflexão."  —  Albert Cossery
- "Se um determinado livro não tiver sobre o leitor um tal impacto que no dia seguinte ele deixe de ir ao emprego, esse livro nada vale."  — Albert Cossery
- "Dei-me sempre com pessoas que têm uma concepção original da vida, que não se deixam levar pelo que lêem nos jornais, sabendo muito bem ler nas entrelinhas. Tais pessoas são felizes. Eu fui sempre feliz. Comigo só trago o bilhete de identidade, ou melhor, o cartão de residente. É o único cartão que trago na carteira, não tenho cartão de crédito nem livro de cheques, a vida é maravilhosa, mas é preciso uma pessoa saber desprender-se de tudo isso que desgraçadamente dá felicidade aos imbecis."  — Albert Cossery — Magazine Littéraire
- "Porque, fiel à sua filosofia da indolência e do desprendimento, a rejeição do trabalho foi sempre para ele a grande luz."  — Júlio Henriques

## Obra
- Os Homens Esquecidos de Deus (1927) - "Os Homens Esquecidos de Deus, primeiro livro de Cossery, foi publicado no Cairo em 1927 e traduzido para várias línguas. Neste conjunto de cinco histórias, desenham-se já os temas predilectos que este autor viria depois a desenvolver: o olhar insólito sobre o poder, o despojamento, o ódio ao trabalho, a militância, etc." (Ed. Antígona — 2002)

- A Casa da Morte Certa (1944) - "Na Casa da Morte Certa, «as crianças dormem tranquilas. Nunca se queixam. O homem, esse, queixa-se porque percebe que é um escravo. Procura sair disso, grita, debate-se, mas nada acontece. As crianças são a força que se erguerá, um dia, da lama dos bairros populares. Uma força imensa e explosiva que nada mais poderá deter. Vinda do fundo das vielas submergirá as praças e as avenidas. Rebentará como um mar tempestuoso, atingindo, desta forma, o rio, as ilhas adormecidas, no esplendor dos palácios. Aí, deter-se-á, por fim. Respirará vigorosamente. Terá atingido o seu objectivo.»" (Ed. Antígona — 2001)

- Mandriões no Vale Fértil (1948) - "A mandriice, longe de ser um defeito, é cultivada como uma flor rara e preciosa pelas personagens deste livro. Galal, o filho mais velho, é considerado o mais sábio de todos porque passa a vida na cama desde há sete anos e só se levanta para ir à mesa. Rafik, o do meio, renuncia a casar-se com a mulher que ama temendo que ela perturbe para sempre a doce sonolência que reina lá em casa. Como terá Serag, o mais novo, a loucura de ir trabalhar para a cidade? Porque a verdade é esta: o trabalho só pode engendrar desordem e desgraça." (Ed. Antígona — 1999)

- Mendigos e Altivos (1955) - "É o primeiro livro de Albert Cossery publicado em língua portuguesa. Gohar, professor universitário de Literatura e Filosofia, levado pelo nojo que a Universidade lhe inspira, decide tornar-se mendigo, conduzindo-nos, através das oscilantes ciladas da moral, a um conhecimento sumamente eufórico das peias com que a civilização modernizadora abafa quase à nascença a vida verdadeira." (Ed. Antígona — 1992 e Conrad Editora do Brasil — 2006)

- A Violência e o Escárnio (1964) - "Numa cidade do Próximo Oriente, governada por um tirano grotesco, um pequeno grupo de contestatários, trocistas e cépticos, decide combatê-lo pondo-o a ridículo. Para isso, espalham por toda a cidade um belo cartaz contendo o retrato do governador e um texto tecendo os maires louvores à sua acção governativa. Inventam assim uma nova forma de acção política…" (Ed. Antígona — 1999)

- Uma Conjuntura de Saltimbancos (1975) - "São histórias de jovens que conspiram para se divertir, contrariando a roda infatigável do hábito e da rotina no quadro de uma cidade de província, onde aparentemente não se passa nada, mas no fundo fervilham mistérios e maravilhas." (Ed. Antígona — 2001)

- Uma Ambição no Deserto (1984) - "O xeque Ben Kadem, Primeiro-ministro do emirado de Dofa, interroga-se sobre como conseguir um papel na cena internacional, encontrando-se ele à frente de um Estado miserável, completamente eclipsado pelos Estados vizinhos, produtores de petróleo. Inventa um estratagema: simular atentados à bomba, reivindicados por uma denominada Frente de Libertação fantasma. Tal medida corre o risco de fazer despertar a simpatia por parte de movimentos revolucionários internacionais e a inquietação dos grandes poderes tutelares." (Ed. Antígona — 2002 e Conrad Editora do Brasil — 2008)

- As Cores da Infâmia (1999) - "O que mais alegrava Ossama era contemplar o caos. De cotovelos apoiados no corrimão da passagem aérea cujos pilares metálicos rodeavam a praça Tahrir, ruminava ideias atrevidamente contrárias aos discursos propagados pelos pensadores oficiais, os quais garantiam que a perenidade de um país estava subordinada à ordem. O espectáculo que tinha diante dos anos condenava sem apelo essa afirmação imbecil. Desde há algum tempo que aquela construção, imaginada por engenheiros humanistas para evitar aos infelizes peões os perigos da rua, lhe servia de observatório panorâmico, reforçando a sua íntima convicção de que o mundo poderia continuar indefinidamente a viver na desordem e na anarquia." (Ed. Antígona — 2000 e Conrad Editora do Brasil — 2004)

- Conversas com Cossery (1995) - Registo de uma conversa de Alberty Cossery com Michel Mitrani, onde ele fala de sua vida, suas idéias e seus amigos ao longo da vida. (Ed. Antígona — 2002)